# شهادة رعاية مرض السكري المتقدمة
الشهادة المتقدمة لإدارة مرض السكري (BC-ADM) هي شهادة مقدمة من الجمعية الأمريكية لمدربي السكري.
يجب على أخصائيي الرعاية الصحية الذين يسعون للحصول على الاعتماد BC-ADM أن يكون ممرض مسجل حالي ونشط (ممرض ممارس متقدم ، أخصائي تمريض سريري) ، طبيب ، مساعد طبيب ، اختصاصي تغذية أو صيدلاني مسجل في ولاية أو إقليم في الولايات المتحدة ، أو المعادل المهني المعترف به قانونًا في بلد آخر. كما يجب أن يكون حاصل على شهادة عليا في تخصص ذي صلة سريرية من برنامج معتمد ، واجتياز امتحان الشهادة ، وقد أكمل  500 ساعة سريرية من إدارة مرضى السكري المتقدمة خلال 48 شهرًا قبل التقدم للامتحان.
تشمل رعاية مرضى السكري المتقدمة المهارات الإدارية مثل تعديل الأدوية ، والعلاج الغذائي الطبي ، وتخطيط التمارين ، وتقديم المشورة لإدارة السلوك ، والقضايا النفسية الاجتماعية. إن عمق المعرفة والكفاءة في الممارسة السريرية المتقدمة ومهارات مرض السكري يتيح تطوير وتحسين عملية صنع القرار التي توسع من الممارسة المحددة للتخصصات التقليدية. المسؤوليات الأخرى للممارسة المتقدمة ما يلي ؛ علاج ورصد المضاعفات الحادة والمزمنة ، والبحوث ، والتوجيه.